# Aarón Cruz
Aarón Moisés Cruz Esquivel (ur. 25 maja 1991 w Quesadzie) – kostarykański piłkarz występujący na pozycji bramkarza, reprezentant Kostaryki, od 2023 roku zawodnik Herediano.